# أوليفييه-نابوليون دروين
أوليفييه-نابوليون دروين هو سياسي كندي، ولد في يونيو 1862 في مدينة كيبك في كندا، وتوفي بنفس المكان في 1943. انتخب عمدة مدينة كيبك ‏ (1 مارس 1910 – 1 مارس 1916).